# Saint-Jean-de-Folleville
Saint-Jean-de-Folleville ist eine französische Gemeinde mit 798 Einwohnern (Stand: 1. Januar 2022) im Département Seine-Maritime in der Region Normandie. Die Gemeinde gehört zum Arrondissement Le Havre und zum Kanton Bolbec. Die Einwohner werden Follevilais genannt.

## Geografie
Saint-Jean-de-Folleville ist eine Gemeinde im Pays de Caux und liegt etwa 28 Kilometer östlich von Le Havre an der Seine. Umgeben wird Saint-Jean-de-Folleville von den Nachbargemeinden Saint-Antoine-la-Forêt im Norden und Nordwesten, Lillebonne im Osten und Nordosten, Quillebeuf-sur-Seine im Süden, Tancarville im
Südwesten sowie Saint-Nicolas-de-la-Taille im Westen.
| Bevölkerungsentwicklung   | Bevölkerungsentwicklung | Bevölkerungsentwicklung | Bevölkerungsentwicklung | Bevölkerungsentwicklung | Bevölkerungsentwicklung | Bevölkerungsentwicklung | Bevölkerungsentwicklung | Bevölkerungsentwicklung |
| ------------------------- | ----------------------- | ----------------------- | ----------------------- | ----------------------- | ----------------------- | ----------------------- | ----------------------- | ----------------------- |
| Jahr                      | 1962                    | 1968                    | 1975                    | 1982                    | 1990                    | 1999                    | 2006                    | 2013                    |
| Einwohner                 | 525                     | 586                     | 622                     | 599                     | 731                     | 742                     | 835                     | 832                     |
| Quelle: Cassini und INSEE |                         |                         |                         |                         |                         |                         |                         |                         |

## Sehenswürdigkeiten
- Kirche Saint-Jean-Baptiste aus dem 13. Jahrhundert
- Kirche Notre-Dame in Radicatel aus dem 16. Jahrhundert

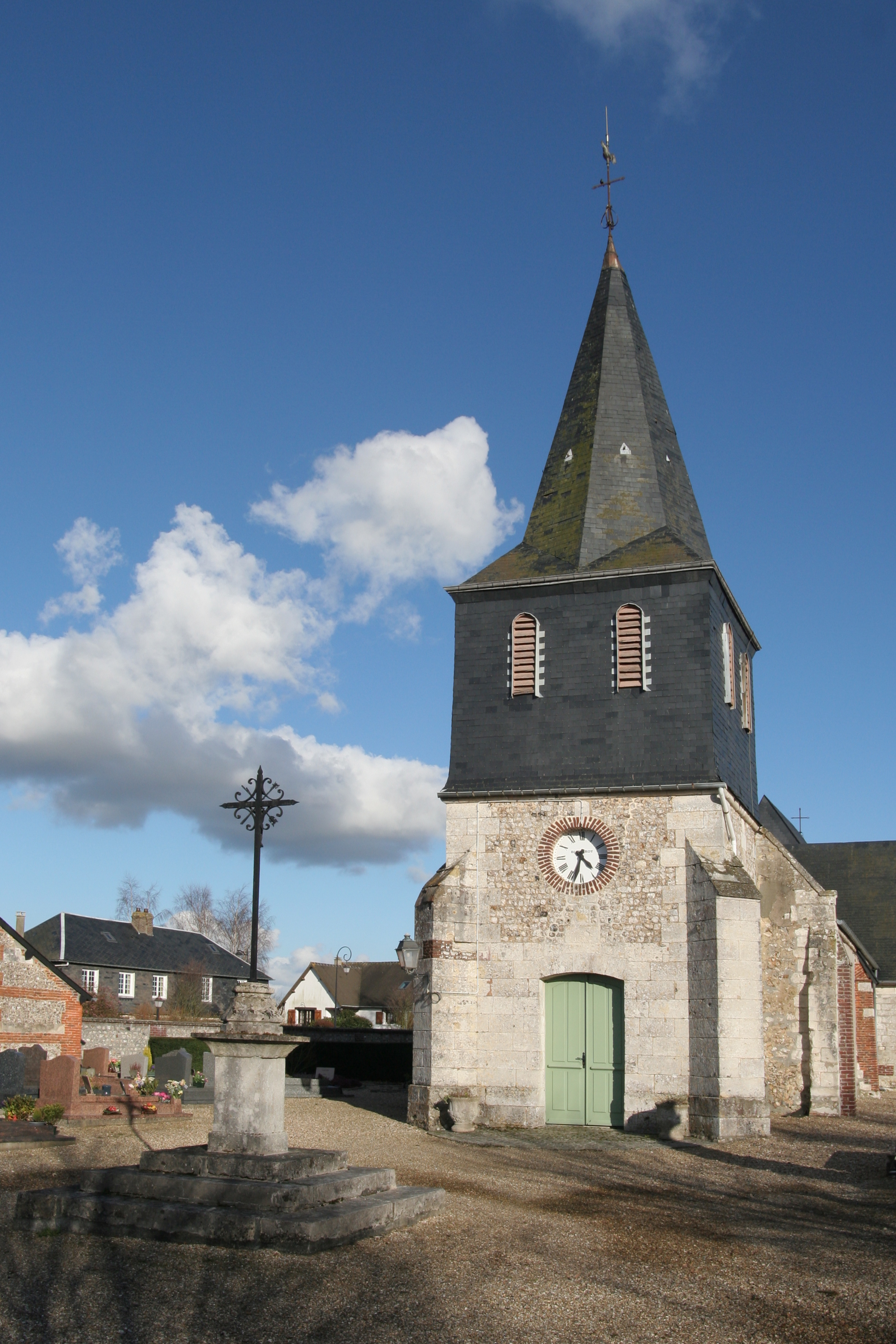
Kirche Saint-Jean-Baptiste